# Calathus colasianus
Calathus colasianus é uma espécie de insetos coleópteros pertencente à família Carabidae.
A autoridade científica da espécie é Negre, tendo sido descrita no ano de 1969.
Trata-se de uma espécie presente no território português.